# Вале ди Лифо (Потенца)
Вале ди Лифо (итал. Valle di Lifo) је насеље у Италији у округу Потенца, региону Базиликата.
Према процени из 2011. у насељу је живело 19 становника. Насеље се налази на надморској висини од 694 м.